# ノゲシ属
ノゲシ属（ノゲシぞく Sonchus L.）はキク科のタンポポ亜科に属する分類群の1つで多年草。ハチジョウナ属と呼ばれることもある。
種の大部分は一年生草本で、茎は中空で、手折ると乳白色の液を出す。葉は茎を抱き、種によって葉のつき方が異なるため、これによって見分けることが出来る。例えば、代表種のハルノノゲシは左下の写真のように、葉の先端方向に向かって切れ込みが入った比較的やわらかい葉がつく。一方、オニノゲシには右のような刺々しい葉がつく。
また、カナリア諸島のDendrosonchus亜属の種には、木質化するものがある。

## ノゲシ属の植物
- ノゲシ（ハルノノゲシ） Sonchus oleracers L.
- オニノゲシ Sonchus asper (L.) Hill
- ハチジョウナ Sonchus brachyotus DC.
- タイワンハチジョウナ Sonchus arvensis